# Régis Ghesquière
Régis Ghesquière, född 15 juli 1949, död 22 april 2015, var en friidrottare från Belgien. Han deltog vid olympiska sommarspelen 1972 och olympiska sommarspelen 1976.